# El Sartorio
，是现存最早的色情电影之一，全長4分32秒。据推测，这部电影于1907年摄于阿根廷，且可能是影史上首次有镜头对生殖器进行特写。另有人认为本片于20世纪30年代摄于古巴。

## 剧情
一群年轻妇女在乡下玩耍，突然出现一个魔鬼，强迫其中一名女子口交，并发生性关系。后来其他妇女过来把魔鬼赶走了。